# Elezioni comunali nelle Marche del 2009
Le elezioni comunali nelle Marche del 2009 si tennero il 7 e 8 giugno (con ballottaggio il 22 e 23 giugno).

## Riepilogo sindaci eletti
Coalizione di centro-sinistra
     Coalizione di centro-destra
     Coalizione di centro
     Coalizione civica di centro-destra
     Commissario
| Provincia       | Comune        | Popolazione legale (censimento 2001) | Sindaco uscente | Sindaco uscente       | Sindaco eletto | Sindaco eletto           | Primo turno | Primo turno | Secondo turno | Secondo turno | Seggi   |
| Provincia       | Comune        | Popolazione legale (censimento 2001) | Sindaco uscente | Sindaco uscente       | Sindaco eletto | Sindaco eletto           | Voti        | %           | Voti          | %             | Seggi   |
| --------------- | ------------- | ------------------------------------ | --------------- | --------------------- | -------------- | ------------------------ | ----------- | ----------- | ------------- | ------------- | ------- |
| Ancona          | Ancona        | 100 507                              |                 | Carlo Iappelli        |                | Fiorello Gramillano (PD) | 23 991      | 40,92       | 28 579        | 56,76         | 24 / 40 |
| Ancona          | Osimo         | 29 431                               |                 | Dino Latini (Ind.)    |                | Stefano Simoncini (Ind.) | 8 234       | 41,41       | 9 987         | 57,77         | 12 / 20 |
| Ascoli Piceno   | Ascoli Piceno | 51 375                               |                 | Fabio Costantini      |                | Guido Castelli (PdL)     | 14 253      | 43,29       | 14 700        | 50,74         | 24 / 40 |
| Macerata        | Recanati      | 20 050                               |                 | Fabio Corvatta (Ind.) |                | Francesco Fiordomo (PD)  | 4 400       | 33,60       | 6 377         | 54,24         | 12 / 20 |
| Pesaro e Urbino | Pesaro        | 91 086                               |                 | Luca Ceriscioli (DS)  |                | Luca Ceriscioli (PD)     | 29 654      | 52,38       | —             | —             | 24 / 40 |
| Pesaro e Urbino | Urbino        | 15 270                               |                 | Franco Corbucci (DS)  |                | Franco Corbucci (PD)     | 5 184       | 54,29       | —             | —             | 13 / 20 |
| Pesaro e Urbino | Fano          | 57 476                               |                 | Stefano Aguzzi (Ind.) |                | Stefano Aguzzi (Ind.)    | 24 199      | 62,09       | —             | —             | 19 / 30 |

## Ancona

### Ancona
| Candidati                      | Candidati                      | II turno             | II turno         | I turno | I turno | Liste                      | Voti   | %     | Seggi |
| Candidati                      | Candidati                      | Voti                 | %                | Voti    | %       | Liste                      | Voti   | %     | Seggi |
| ------------------------------ | ------------------------------ | -------------------- | ---------------- | ------- | ------- | -------------------------- | ------ | ----- | ----- |
|                                | Fiorello Gramillano ✔️ Sindaco | 28 579               | 56,76            | 23 991  | 40,92   | Partito Democratico        | 15 885 | 28,32 | 18    |
| Italia dei Valori              | Fiorello Gramillano ✔️ Sindaco | 28 579               | 56,76            | 23 991  | 40,92   | 2 534                      | 4,52   | 3     |       |
| Federazione della Sinistra     | Fiorello Gramillano ✔️ Sindaco | 28 579               | 56,76            | 23 991  | 40,92   | 2 322                      | 4,14   | 2     |       |
| Partito Socialista Italiano    | Fiorello Gramillano ✔️ Sindaco | 28 579               | 56,76            | 23 991  | 40,92   | 840                        | 1,50   | 1     |       |
| Movimento Repubblicani Europei | Fiorello Gramillano ✔️ Sindaco | 28 579               | 56,76            | 23 991  | 40,92   | 771                        | 1,37   | –     |       |
| Federazione dei Verdi          | Fiorello Gramillano ✔️ Sindaco | 28 579               | 56,76            | 23 991  | 40,92   | 698                        | 1,24   | –     |       |
| Totale liste                   | Fiorello Gramillano ✔️ Sindaco | 28 579               | 56,76            | 23 991  | 40,92   | 23 050                     | 41,09  | 24    |       |
|                                | Giacomo Bugaro                 | 21 776               | 43,24            | 19 787  | 33,75   | Il Popolo della Libertà    | 17 432 | 31,07 | 10    |
| Lega Nord                      | Giacomo Bugaro                 | 21 776               | 43,24            | 19 787  | 33,75   | 1 110                      | 1,98   | –     |       |
| Rialzati Ancona                | Giacomo Bugaro                 | 21 776               | 43,24            | 19 787  | 33,75   | 323                        | 0,58   | –     |       |
| Seggio di coalizione           | Seggio di coalizione           | Seggio di coalizione | 43,24            | 19 787  | 33,75   | 1                          |        |       |       |
| Totale liste                   | Giacomo Bugaro                 | 21 776               | 43,24            | 19 787  | 33,75   | 18 865                     | 33,63  | 10    |       |
|                                | Renato Galeazzi                | Renato Galeazzi      | Renato Galeazzi  | 4 817   | 8,22    | Renato Galeazzi il Sindaco | 4 694  | 8,37  | 1     |
| Seggio di coalizione           | Seggio di coalizione           | Seggio di coalizione | Renato Galeazzi  | 4 817   | 8,22    | 1                          |        |       |       |
|                                | Eugenio Duca                   | Eugenio Duca         | Eugenio Duca     | 3 455   | 5,89    | Sinistra per Ancona        | 3 135  | 5,59  | –     |
| Seggio di coalizione           | Seggio di coalizione           | Seggio di coalizione | Eugenio Duca     | 3 455   | 5,89    | 1                          |        |       |       |
|                                | Mauro Callegati                | Mauro Callegati      | Mauro Callegati  | 2 850   | 4,86    | Lista Civica 5 Stelle      | 2 625  | 4,68  | –     |
| Seggio di coalizione           | Seggio di coalizione           | Seggio di coalizione | Mauro Callegati  | 2 850   | 4,86    | 1                          |        |       |       |
|                                | Andrea Speciale                | Andrea Speciale      | Andrea Speciale  | 2 680   | 4,57    | Unione di Centro (A)       | 2 683  | 4,78  | –     |
| Seggio di coalizione           | Seggio di coalizione           | Seggio di coalizione | Andrea Speciale  | 2 680   | 4,57    | 1                          |        |       |       |
|                                | Fausto Giorgi                  | Fausto Giorgi        | Fausto Giorgi    | 681     | 1,16    | Noi per Ancona (B)         | 702    | 1,25  | –     |
|                                | Elisa Gasparroni               | Elisa Gasparroni     | Elisa Gasparroni | 362     | 0,62    | Forza Nuova                | 344    | 0,61  | –     |
| Totale                         | Totale                         | 50 355               | 100              | 58 623  | 100     |                            | 56 098 | 100   | 40    |
|                                |                                |                      |                  |         |         |                            |        |       |       |
| Schede bianche                 | Schede bianche                 | 392                  | 0,76             | 683     | 1,13    |                            |        |       |       |
| Schede nulle                   | Schede nulle                   | 499                  | 0,97             | 1 113   | 1,84    |                            |        |       |       |
| Votanti                        | Votanti                        | 51 246               | 62,08            | 60 419  | 73,19   |                            |        |       |       |
| Elettori                       | Elettori                       | 82 548               |                  | 82 548  |         |                            |        |       |       |
|                                |                                |                      |                  |         |         |                            |        |       |       |
| Fonte: Ministero dell'interno  |                                |                      |                  |         |         |                            |        |       |       |

- Le liste contrassegnate con le lettere A e B sono apparentate al secondo turno con il candidato sindaco Giacomo Bugaro.

### Osimo
| Candidati                     | Candidati                    | II turno             | II turno            | I turno | I turno | Liste                          | Voti   | %     | Seggi |
| Candidati                     | Candidati                    | Voti                 | %                   | Voti    | %       | Liste                          | Voti   | %     | Seggi |
| ----------------------------- | ---------------------------- | -------------------- | ------------------- | ------- | ------- | ------------------------------ | ------ | ----- | ----- |
|                               | Stefano Simoncini ✔️ Sindaco | 9 987                | 57,77               | 8 234   | 41,41   | Movimento Politico Su la Testa | 3 295  | 17,49 | 6     |
| Liberi e Forti Forza Osimo    | Stefano Simoncini ✔️ Sindaco | 9 987                | 57,77               | 8 234   | 41,41   | 1 051                          | 5,58   | 2     |       |
| Osimo Democratica             | Stefano Simoncini ✔️ Sindaco | 9 987                | 57,77               | 8 234   | 41,41   | 999                            | 5,30   | 1     |       |
| Osimo X Osimo                 | Stefano Simoncini ✔️ Sindaco | 9 987                | 57,77               | 8 234   | 41,41   | 976                            | 5,18   | 1     |       |
| Patto Sociale per Osimo       | Stefano Simoncini ✔️ Sindaco | 9 987                | 57,77               | 8 234   | 41,41   | 823                            | 4,37   | 1     |       |
| Lista della Libertà           | Stefano Simoncini ✔️ Sindaco | 9 987                | 57,77               | 8 234   | 41,41   | 739                            | 3,92   | 1     |       |
| Totale liste                  | Stefano Simoncini ✔️ Sindaco | 9 987                | 57,77               | 8 234   | 41,41   | 7 883                          | 41,84  | 12    |       |
|                               | Paola Andreoni               | 7 302                | 42,23               | 5 795   | 29,15   | Partito Democratico            | 3 366  | 17,86 | 4     |
| Sinistra per Osimo            | Paola Andreoni               | 7 302                | 42,23               | 5 795   | 29,15   | 862                            | 4,57   | 1     |       |
| Italia dei Valori             | Paola Andreoni               | 7 302                | 42,23               | 5 795   | 29,15   | 457                            | 2,43   | –     |       |
| Il Nostro Centro              | Paola Andreoni               | 7 302                | 42,23               | 5 795   | 29,15   | 363                            | 1,93   | –     |       |
| Osimo Anch'Io                 | Paola Andreoni               | 7 302                | 42,23               | 5 795   | 29,15   | 345                            | 1,83   | –     |       |
| Seggio di coalizione          | Seggio di coalizione         | Seggio di coalizione | 42,23               | 5 795   | 29,15   | 1                              |        |       |       |
| Totale liste                  | Paola Andreoni               | 7 302                | 42,23               | 5 795   | 29,15   | 5 393                          | 28,62  | 5     |       |
|                               | Luciano Secchiaroli          | Luciano Secchiaroli  | Luciano Secchiaroli | 3 073   | 15,46   | Il Popolo della Libertà        | 1 764  | 9,36  | 1     |
| Democrazia Cristiana (A)      | Luciano Secchiaroli          | Luciano Secchiaroli  | Luciano Secchiaroli | 3 073   | 15,46   | 436                            | 2,31   | –     |       |
| Grande Centro                 | Luciano Secchiaroli          | Luciano Secchiaroli  | Luciano Secchiaroli | 3 073   | 15,46   | 345                            | 1,83   | –     |       |
| Lega Nord                     | Luciano Secchiaroli          | Luciano Secchiaroli  | Luciano Secchiaroli | 3 073   | 15,46   | 255                            | 1,35   | –     |       |
| Insieme per Osimo Stazione    | Luciano Secchiaroli          | Luciano Secchiaroli  | Luciano Secchiaroli | 3 073   | 15,46   | 141                            | 0,75   | –     |       |
| Seggio di coalizione          | Seggio di coalizione         | Seggio di coalizione | Luciano Secchiaroli | 3 073   | 15,46   | 1                              |        |       |       |
| Totale liste                  | Luciano Secchiaroli          | Luciano Secchiaroli  | Luciano Secchiaroli | 3 073   | 15,46   | 2 941                          | 15,61  | 1     |       |
|                               | Antonio Osimani              | Antonio Osimani      | Antonio Osimani     | 877     | 4,41    | Unione di Centro (B)           | 555    | 2,95  | –     |
| Osimo Più (C)                 | Antonio Osimani              | Antonio Osimani      | Antonio Osimani     | 877     | 4,41    | 246                            | 1,31   | –     |       |
| Totale liste                  | Antonio Osimani              | Antonio Osimani      | Antonio Osimani     | 877     | 4,41    | 801                            | 4,25   | –     |       |
|                               | Simone Bompadre              | Simone Bompadre      | Simone Bompadre     | 764     | 3,84    | Federazione della Sinistra     | 379    | 2,01  | –     |
| Osimo in Comune               | Simone Bompadre              | Simone Bompadre      | Simone Bompadre     | 764     | 3,84    | 356                            | 1,89   | –     |       |
| Totale liste                  | Simone Bompadre              | Simone Bompadre      | Simone Bompadre     | 764     | 3,84    | 735                            | 3,90   | –     |       |
|                               | Alberto Cartuccia            | Alberto Cartuccia    | Alberto Cartuccia   | 443     | 2,23    | Il Calabrone                   | 419    | 2,22  | –     |
|                               | Lorenzo Giuliodori           | Lorenzo Giuliodori   | Lorenzo Giuliodori  | 291     | 1,46    | La Diagonale                   | 286    | 1,52  | –     |
|                               | Alessandro Buccelli          | Alessandro Buccelli  | Alessandro Buccelli | 279     | 1,40    | La Destra                      | 267    | 1,42  | –     |
|                               | Federica Buscarini           | Federica Buscarini   | Federica Buscarini  | 127     | 0,64    | Forza Nuova                    | 118    | 0,63  | –     |
| Totale                        | Totale                       | 17 289               | 100                 | 19 883  | 100     |                                | 18 843 | 100   | 20    |
|                               |                              |                      |                     |         |         |                                |        |       |       |
| Schede bianche                | Schede bianche               | 197                  | 1,11                | 275     | 1,33    |                                |        |       |       |
| Schede nulle                  | Schede nulle                 | 255                  | 1,44                | 511     | 2,47    |                                |        |       |       |
| Votanti                       | Votanti                      | 17 741               | 63,83               | 20 669  | 74,37   |                                |        |       |       |
| Elettori                      | Elettori                     | 27 793               |                     | 27 793  |         |                                |        |       |       |
|                               |                              |                      |                     |         |         |                                |        |       |       |
| Fonte: Ministero dell'interno |                              |                      |                     |         |         |                                |        |       |       |

- Le liste contrassegnate con le lettere A, B e C sono apparentate al secondo turno con la candidata sindaco Paola Andreoni.

## Ascoli Piceno

### Ascoli Piceno
| Candidati                     | Candidati                 | II turno             | II turno           | I turno | I turno | Liste                         | Voti   | %     | Seggi |
| Candidati                     | Candidati                 | Voti                 | %                  | Voti    | %       | Liste                         | Voti   | %     | Seggi |
| ----------------------------- | ------------------------- | -------------------- | ------------------ | ------- | ------- | ----------------------------- | ------ | ----- | ----- |
|                               | Guido Castelli ✔️ Sindaco | 14 700               | 50,74              | 14 253  | 43,29   | Il Popolo della Libertà       | 9 601  | 30,87 | 17    |
| Castelli Sindaco              | Guido Castelli ✔️ Sindaco | 14 700               | 50,74              | 14 253  | 43,29   | 2 808                         | 9,03   | 5     |       |
| Lavoro Legalità               | Guido Castelli ✔️ Sindaco | 14 700               | 50,74              | 14 253  | 43,29   | 1 177                         | 3,78   | 2     |       |
| Lega Nord                     | Guido Castelli ✔️ Sindaco | 14 700               | 50,74              | 14 253  | 43,29   | 303                           | 0,97   | –     |       |
| Popolari UDEUR                | Guido Castelli ✔️ Sindaco | 14 700               | 50,74              | 14 253  | 43,29   | 236                           | 0,76   | –     |       |
| Totale liste                  | Guido Castelli ✔️ Sindaco | 14 700               | 50,74              | 14 253  | 43,29   | 14 125                        | 45,41  | 24    |       |
|                               | Antonio Canzian           | 14 272               | 49,26              | 11 329  | 34,41   | Partito Democratico           | 5 633  | 18,11 | 6     |
| Primavera di Ascoli           | Antonio Canzian           | 14 272               | 49,26              | 11 329  | 34,41   | 2 814                         | 9,05   | 3     |       |
| Italia dei Valori             | Antonio Canzian           | 14 272               | 49,26              | 11 329  | 34,41   | 833                           | 2,68   | 1     |       |
| Federazione della Sinistra    | Antonio Canzian           | 14 272               | 49,26              | 11 329  | 34,41   | 713                           | 2,29   | –     |       |
| Seggio di coalizione          | Seggio di coalizione      | Seggio di coalizione | 49,26              | 11 329  | 34,41   | 1                             |        |       |       |
| Totale liste                  | Antonio Canzian           | 14 272               | 49,26              | 11 329  | 34,41   | 9 993                         | 32,13  | 10    |       |
|                               | Amedeo Ciccanti           | Amedeo Ciccanti      | Amedeo Ciccanti    | 2 717   | 8,25    | Unione di Centro              | 2 856  | 9,18  | 2     |
| Seggio di coalizione          | Seggio di coalizione      | Seggio di coalizione | Amedeo Ciccanti    | 2 717   | 8,25    | 1                             |        |       |       |
|                               | Marco Regnicoli           | Marco Regnicoli      | Marco Regnicoli    | 1 915   | 5,82    | L'Alveare (A)                 | 1 529  | 4,92  | –     |
| Seggio di coalizione          | Seggio di coalizione      | Seggio di coalizione | Marco Regnicoli    | 1 915   | 5,82    | 1                             |        |       |       |
|                               | Walter Gibellieri         | Walter Gibellieri    | Walter Gibellieri  | 1 753   | 5,32    | Ascoli con Gibellieri Sindaco | 1 641  | 5,28  | –     |
| Seggio di coalizione          | Seggio di coalizione      | Seggio di coalizione | Walter Gibellieri  | 1 753   | 5,32    | 1                             |        |       |       |
|                               | Emidio Catalucci          | Emidio Catalucci     | Emidio Catalucci   | 532     | 1,62    | Sinistra Democratica          | 522    | 1,68  | –     |
|                               | Stefano Cannelli          | Stefano Cannelli     | Stefano Cannelli   | 293     | 0,89    | La Destra - Fiamma Tricolore  | 303    | 0,97  | –     |
|                               | Giuseppina Maurizi        | Giuseppina Maurizi   | Giuseppina Maurizi | 135     | 0,41    | Movimento Tutela Salute       | 135    | 0,43  | –     |
| Totale                        | Totale                    | 28 972               | 100                | 32 927  | 100     |                               | 31 104 | 100   | 40    |
|                               |                           |                      |                    |         |         |                               |        |       |       |
| Schede bianche                | Schede bianche            | 322                  | 1,09               | 384     | 1,13    |                               |        |       |       |
| Schede nulle                  | Schede nulle              | 365                  | 1,23               | 684     | 2,01    |                               |        |       |       |
| Votanti                       | Votanti                   | 29 659               | 67,37              | 33 995  | 77,22   |                               |        |       |       |
| Elettori                      | Elettori                  | 44 024               |                    | 44 024  |         |                               |        |       |       |
|                               |                           |                      |                    |         |         |                               |        |       |       |
| Fonte: Ministero dell'interno |                           |                      |                    |         |         |                               |        |       |       |

- La lista contrassegnata con la lettera A è apparentata al secondo turno con il candidato sindaco Antonio Canzian.

## Macerata

### Recanati
| Candidati                     | Candidati                     | II turno             | II turno           | I turno | I turno | Liste                   | Voti   | %     | Seggi |
| Candidati                     | Candidati                     | Voti                 | %                  | Voti    | %       | Liste                   | Voti   | %     | Seggi |
| ----------------------------- | ----------------------------- | -------------------- | ------------------ | ------- | ------- | ----------------------- | ------ | ----- | ----- |
|                               | Francesco Fiordomo ✔️ Sindaco | 6 377                | 54,24              | 4 400   | 33,60   | Partito Democratico     | 2 572  | 21,95 | 9     |
| Comunità Democratica          | Francesco Fiordomo ✔️ Sindaco | 6 377                | 54,24              | 4 400   | 33,60   | 484                     | 4,13   | 1     |       |
| La Città del Sole             | Francesco Fiordomo ✔️ Sindaco | 6 377                | 54,24              | 4 400   | 33,60   | 372                     | 3,17   | 1     |       |
| Recanati a Sinistra           | Francesco Fiordomo ✔️ Sindaco | 6 377                | 54,24              | 4 400   | 33,60   | 325                     | 2,77   | 1     |       |
| Gruppo Civico                 | Francesco Fiordomo ✔️ Sindaco | 6 377                | 54,24              | 4 400   | 33,60   | 142                     | 1,21   | –     |       |
| Federazione dei Verdi         | Francesco Fiordomo ✔️ Sindaco | 6 377                | 54,24              | 4 400   | 33,60   | 113                     | 0,96   | –     |       |
| Totale liste                  | Francesco Fiordomo ✔️ Sindaco | 6 377                | 54,24              | 4 400   | 33,60   | 4 008                   | 34,21  | 12    |       |
|                               | Roberto Bartomeoli            | 5 380                | 45,76              | 5 050   | 38,56   | Il Popolo della Libertà | 2 221  | 18,96 | 3     |
| Per Recanati                  | Roberto Bartomeoli            | 5 380                | 45,76              | 5 050   | 38,56   | 1 308                   | 11,16  | 1     |       |
| Unione di Centro              | Roberto Bartomeoli            | 5 380                | 45,76              | 5 050   | 38,56   | 872                     | 7,44   | 1     |       |
| Città Futura                  | Roberto Bartomeoli            | 5 380                | 45,76              | 5 050   | 38,56   | 315                     | 2,69   | –     |       |
| Seggio di coalizione          | Seggio di coalizione          | Seggio di coalizione | 45,76              | 5 050   | 38,56   | 1                       |        |       |       |
| Totale liste                  | Roberto Bartomeoli            | 5 380                | 45,76              | 5 050   | 38,56   | 4 716                   | 40,25  | 5     |       |
|                               | Daniele Massaccesi            | Daniele Massaccesi   | Daniele Massaccesi | 1 288   | 9,84    | Recanati Democratica    | 625    | 5,33  | –     |
| Italia dei Valori             | Daniele Massaccesi            | Daniele Massaccesi   | Daniele Massaccesi | 1 288   | 9,84    | 286                     | 2,44   | –     |       |
| Seggio di coalizione          | Seggio di coalizione          | Seggio di coalizione | Daniele Massaccesi | 1 288   | 9,84    | 1                       |        |       |       |
| Totale liste                  | Daniele Massaccesi            | Daniele Massaccesi   | Daniele Massaccesi | 1 288   | 9,84    | 911                     | 7,78   | –     |       |
|                               | Enzo Marangoni                | Enzo Marangoni       | Enzo Marangoni     | 1 211   | 9,25    | Lega Nord               | 545    | 4,65  | –     |
| Civica Recanati               | Enzo Marangoni                | Enzo Marangoni       | Enzo Marangoni     | 1 211   | 9,25    | 508                     | 4,34   | –     |       |
| Seggio di coalizione          | Seggio di coalizione          | Seggio di coalizione | Enzo Marangoni     | 1 211   | 9,25    | 1                       |        |       |       |
| Totale liste                  | Enzo Marangoni                | Enzo Marangoni       | Enzo Marangoni     | 1 211   | 9,25    | 1 053                   | 8,99   | –     |       |
|                               | Michele Moretti               | Michele Moretti      | Michele Moretti    | 863     | 6,59    | Su la Testa             | 441    | 3,76  | –     |
| Moretti Sindaco               | Michele Moretti               | Michele Moretti      | Michele Moretti    | 863     | 6,59    | 327                     | 2,79   | –     |       |
| Totale liste                  | Michele Moretti               | Michele Moretti      | Michele Moretti    | 863     | 6,59    | 768                     | 6,55   | –     |       |
|                               | Giulio Affricani              | Giulio Affricani     | Giulio Affricani   | 284     | 2,17    | Rifondazione Comunista  | 261    | 2,23  | –     |
| Totale                        | Totale                        | 11 757               | 100                | 13 096  | 100     |                         | 11 717 | 100   | 20    |
|                               |                               |                      |                    |         |         |                         |        |       |       |
| Schede bianche                | Schede bianche                | 113                  | 0,94               | 225     | 1,66    |                         |        |       |       |
| Schede nulle                  | Schede nulle                  | 126                  | 1,05               | 233     | 1,72    |                         |        |       |       |
| Votanti                       | Votanti                       | 11 996               | 64,52              | 13 554  | 72,90   |                         |        |       |       |
| Elettori                      | Elettori                      | 18 592               |                    | 18 592  |         |                         |        |       |       |
|                               |                               |                      |                    |         |         |                         |        |       |       |
| Fonte: Ministero dell'interno |                               |                      |                    |         |         |                         |        |       |       |

## Pesaro e Urbino

### Pesaro
|                                | Luca Ceriscioli ✔️ Sindaco | 29 654               | 52,38 | Partito Democratico              | 18 157 | 33,53 | 17 |  |  |
| Italia dei Valori              | Luca Ceriscioli ✔️ Sindaco | 29 654               | 52,38 | 2 738                            | 5,06   | 2     |    |  |  |
| Vivi Pesaro                    | Luca Ceriscioli ✔️ Sindaco | 29 654               | 52,38 | 2 156                            | 3,98   | 2     |    |  |  |
| Uniti                          | Luca Ceriscioli ✔️ Sindaco | 29 654               | 52,38 | 1 698                            | 3,14   | 1     |    |  |  |
| Rifondazione Comunista         | Luca Ceriscioli ✔️ Sindaco | 29 654               | 52,38 | 1 518                            | 2,80   | 1     |    |  |  |
| Liberi per Pesaro              | Luca Ceriscioli ✔️ Sindaco | 29 654               | 52,38 | 1 442                            | 2,66   | 1     |    |  |  |
| Partito dei Comunisti Italiani | Luca Ceriscioli ✔️ Sindaco | 29 654               | 52,38 | 659                              | 1,22   | –     |    |  |  |
| Federazione dei Verdi          | Luca Ceriscioli ✔️ Sindaco | 29 654               | 52,38 | 465                              | 0,86   | –     |    |  |  |
| Sinistra per Pesaro            | Luca Ceriscioli ✔️ Sindaco | 29 654               | 52,38 | 372                              | 0,69   | –     |    |  |  |
| Totale liste                   | Luca Ceriscioli ✔️ Sindaco | 29 654               | 52,38 | 29 205                           | 53,93  | 24    |    |  |  |
|                                | Piergiorgio Cascino        | 15 239               | 26,92 | Il Popolo della Libertà          | 13 120 | 24,23 | 10 |  |  |
| Unione di Centro               | Piergiorgio Cascino        | 15 239               | 26,92 | 1 234                            | 2,28   | –     |    |  |  |
| Seggio di coalizione           | Seggio di coalizione       | Seggio di coalizione | 26,92 | 1                                |        |       |    |  |  |
| Totale liste                   | Piergiorgio Cascino        | 15 239               | 26,92 | 14 354                           | 26,51  | 10    |    |  |  |
|                                | Giuseppe Mascioni          | 4 181                | 7,39  | La Rosa di Pesaro                | 3 721  | 6,87  | 2  |  |  |
| Seggio di coalizione           | Seggio di coalizione       | Seggio di coalizione | 7,39  | 1                                |        |       |    |  |  |
|                                | Dante Roscini              | 2 522                | 4,46  | Lega Nord                        | 2 336  | 4,31  | –  |  |  |
| Seggio di coalizione           | Seggio di coalizione       | Seggio di coalizione | 4,46  | 1                                |        |       |    |  |  |
|                                | Mirko Ballerini            | 2 016                | 3,56  | Lista Civica 5 Stelle            | 1 845  | 3,41  | –  |  |  |
| Seggio di coalizione           | Seggio di coalizione       | Seggio di coalizione | 3,56  | 1                                |        |       |    |  |  |
|                                | Maurizio Sebastiani        | 1 259                | 2,22  | Città in Comune                  | 1 143  | 2,11  | –  |  |  |
|                                | Walter Stafoggia           | 772                  | 1,36  | La Destra                        | 671    | 1,24  | –  |  |  |
|                                | Renato Morsiani            | 642                  | 1,13  | Morsiani Sindaco                 | 576    | 1,06  | –  |  |  |
|                                | Davide Margiotta           | 324                  | 0,57  | Partito di Alternativa Comunista | 303    | 0,56  | –  |  |  |
| Totale                         | Totale                     | 56 609               | 100   |                                  | 54 154 | 100   | 40 |  |  |
|                                |                            |                      |       |                                  |        |       |    |  |  |
| Schede bianche                 | Schede bianche             | 825                  | 1,40  |                                  |        |       |    |  |  |
| Schede nulle                   | Schede nulle               | 1 680                | 2,84  |                                  |        |       |    |  |  |
| Votanti                        | Votanti                    | 59 114               | 77,07 |                                  |        |       |    |  |  |
| Elettori                       | Elettori                   | 76 700               |       |                                  |        |       |    |  |  |
|                                |                            |                      |       |                                  |        |       |    |  |  |
| Fonte: Ministero dell'interno  |                            |                      |       |                                  |        |       |    |  |  |

### Urbino
|                               | Franco Corbucci ✔️ Sindaco | 5 184                | 54,29 | Partito Democratico | 4 026 | 43,23 | 11 |  |  |
| Federazione dei Verdi         | Franco Corbucci ✔️ Sindaco | 5 184                | 54,29 | 493                 | 5,29  | 1     |    |  |  |
| Partito Socialista Italiano   | Franco Corbucci ✔️ Sindaco | 5 184                | 54,29 | 376                 | 4,04  | 1     |    |  |  |
| Federazione della Sinistra    | Franco Corbucci ✔️ Sindaco | 5 184                | 54,29 | 317                 | 3,40  | –     |    |  |  |
| Italia dei Valori             | Franco Corbucci ✔️ Sindaco | 5 184                | 54,29 | 292                 | 3,14  | –     |    |  |  |
| Totale liste                  | Franco Corbucci ✔️ Sindaco | 5 184                | 54,29 | 5 504               | 59,10 | 13    |    |  |  |
|                               | Alfredo Bonelli            | 2 295                | 24,04 | Per Urbino          | 1 986 | 21,33 | 3  |  |  |
| Seggio di coalizione          | Seggio di coalizione       | Seggio di coalizione | 24,04 | 1                   |       |       |    |  |  |
|                               | Maurizio Gambini           | 1 670                | 17,49 | Liberi per Cambiare | 1 482 | 15,91 | 2  |  |  |
| Seggio di coalizione          | Seggio di coalizione       | Seggio di coalizione | 17,49 | 1                   |       |       |    |  |  |
|                               | Domenico Campogiani        | 399                  | 4,18  | Unione di Centro    | 341   | 3,66  | –  |  |  |
| Totale                        | Totale                     | 9 548                | 100   |                     | 9 313 | 100   | 20 |  |  |
|                               |                            |                      |       |                     |       |       |    |  |  |
| Schede bianche                | Schede bianche             | 179                  | 1,77  |                     |       |       |    |  |  |
| Schede nulle                  | Schede nulle               | 373                  | 3,69  |                     |       |       |    |  |  |
| Votanti                       | Votanti                    | 10 100               | 79,26 |                     |       |       |    |  |  |
| Elettori                      | Elettori                   | 12 743               |       |                     |       |       |    |  |  |
|                               |                            |                      |       |                     |       |       |    |  |  |
| Fonte: Ministero dell'interno |                            |                      |       |                     |       |       |    |  |  |

### Fano
|                                        | Stefano Aguzzi ✔️ Sindaco | 24 199               | 62,09 | La Tua Fano            | 9 975  | 26,72 | 9  |  |  |
| Il Popolo della Libertà                | Stefano Aguzzi ✔️ Sindaco | 24 199               | 62,09 | 8 086                  | 21,66  | 8     |    |  |  |
| I Socialisti per Fano                  | Stefano Aguzzi ✔️ Sindaco | 24 199               | 62,09 | 1 629                  | 4,36   | 1     |    |  |  |
| Unione di Centro                       | Stefano Aguzzi ✔️ Sindaco | 24 199               | 62,09 | 1 311                  | 3,51   | 1     |    |  |  |
| Lega Nord                              | Stefano Aguzzi ✔️ Sindaco | 24 199               | 62,09 | 779                    | 2,09   | –     |    |  |  |
| La Destra - Fiamma Tricolore           | Stefano Aguzzi ✔️ Sindaco | 24 199               | 62,09 | 415                    | 1,11   | –     |    |  |  |
| Nuovo PSI - Fanum Fortunae             | Stefano Aguzzi ✔️ Sindaco | 24 199               | 62,09 | 349                    | 0,93   | –     |    |  |  |
| La Fortuna di Fano                     | Stefano Aguzzi ✔️ Sindaco | 24 199               | 62,09 | 290                    | 0,78   | –     |    |  |  |
| Partito Pensionati                     | Stefano Aguzzi ✔️ Sindaco | 24 199               | 62,09 | 258                    | 0,69   | –     |    |  |  |
| Partito Repubblicano Italiano          | Stefano Aguzzi ✔️ Sindaco | 24 199               | 62,09 | 91                     | 0,24   | –     |    |  |  |
| Totale liste                           | Stefano Aguzzi ✔️ Sindaco | 24 199               | 62,09 | 23 183                 | 62,09  | 19    |    |  |  |
|                                        | Federico Valentini        | 11 543               | 29,62 | Partito Democratico    | 8 347  | 22,36 | 7  |  |  |
| Sinistra Unita (PRC - PdCI - FdV - SD) | Federico Valentini        | 11 543               | 29,62 | 1 183                  | 3,17   | 1     |    |  |  |
| Italia dei Valori                      | Federico Valentini        | 11 543               | 29,62 | 801                    | 2,15   | –     |    |  |  |
| La Fano dei Quartieri                  | Federico Valentini        | 11 543               | 29,62 | 438                    | 1,17   | –     |    |  |  |
| Partito Socialista Italiano            | Federico Valentini        | 11 543               | 29,62 | 388                    | 1,04   | –     |    |  |  |
| Seggio di coalizione                   | Seggio di coalizione      | Seggio di coalizione | 29,62 | 1                      |        |       |    |  |  |
| Totale liste                           | Federico Valentini        | 11 543               | 29,62 | 11 157                 | 29,88  | 8     |    |  |  |
|                                        | Carlo De Marchi           | 2 893                | 7,42  | Bene Comune            | 1 431  | 3,83  | 1  |  |  |
| Fano a 5 Stelle                        | Carlo De Marchi           | 2 893                | 7,42  | 1 254                  | 3,36   | –     |    |  |  |
| Seggio di coalizione                   | Seggio di coalizione      | Seggio di coalizione | 7,42  | 1                      |        |       |    |  |  |
| Totale liste                           | Carlo De Marchi           | 2 893                | 7,42  | 2 685                  | 7,19   | 1     |    |  |  |
|                                        | Luca Mattioli             | 176                  | 0,45  | Forza Nuova            | 169    | 0,45  | –  |  |  |
|                                        | Thomas Dobloni            | 165                  | 0,42  | Dobloni Thomas Sindaco | 143    | 0,38  | –  |  |  |
| Totale                                 | Totale                    | 38 976               | 100   |                        | 37 337 | 100   | 30 |  |  |
|                                        |                           |                      |       |                        |        |       |    |  |  |
| Schede bianche                         | Schede bianche            | 497                  | 1,23  |                        |        |       |    |  |  |
| Schede nulle                           | Schede nulle              | 1 012                | 2,50  |                        |        |       |    |  |  |
| Votanti                                | Votanti                   | 40 485               | 77,48 |                        |        |       |    |  |  |
| Elettori                               | Elettori                  | 52 250               |       |                        |        |       |    |  |  |
|                                        |                           |                      |       |                        |        |       |    |  |  |
| Fonte: Ministero dell'interno          |                           |                      |       |                        |        |       |    |  |  |